# Жуан-Песоа
Жуа́н-Песо́а (порт. João Pessoa) — город на северо-востоке Бразилии, столица штата Параиба. Составная часть мезорегиона Зона-да-Мата-Параибана. Находится в составе крупной городской агломерации Жуан-Песоа. Входит в экономико-статистический микрорегион Жуан-Песоа. Население составляет 801 718 человека на 2016 год. Занимает площадь 211,475 км². Плотность населения — 3421,28 чел./км².

## История
Город был основан 5 августа 1585 года и первоначально назывался Носа-Сеньора-дас-Невис. В 1588 году был переименован в честь короля Испании Филиппа II в Филипия-ди-Носа-Сеньора-дас-Невис или просто Филипия. Во время голландской оккупации (1634—1654) город назывался Фредерикштад в честь принца Оранского Фридриха. С 1817 года город носил название Параиба. Современное название город получил в честь губернатора штата Параиба Жуана Песоа, убитого в 1930 году.

## Статистика
- Валовой внутренний продукт на 2014 год составляет 2 365 575,00 реалов (данные: Бразильский институт географии и статистики)[2].
- Валовой внутренний продукт на душу населения на 2014 год составляет 22 366,71 реалов (данные: Бразильский институт географии и статистики)[2].
- Индекс человеческого развития на 2010 год составляет 0,763 (данные: Программа развития ООН)[3].

## География
Климат местности: тропический. В соответствии с классификацией Кёппена, климат относится к категории Aw.
Жуан-Песоа — самый восточный город страны, в 8 км от центра расположен мыс Сейшас — самая восточная континентальная точка не только Бразилии, но и всей Южной Америки.
Расположен на побережье Атлантического океана, на правом берегу реки Параиба.

## Фотогалерея
- Международный аэропорт Жуан-Песоа